# 小爱德华·斯特蒂纽斯
小爱德华·赖利·斯特蒂纽斯（Edward Reilly Stettinius, Jr.，1900年10月22日—1949年10月31日），美国政治家，曾擔任第48任美国国务卿、首任美國駐聯合國代表。
| 前任： 科德尔·赫尔 | 美国国务卿 1944年-1945年 | 繼任： 詹姆斯·F·伯恩斯 |